# 의성 석탑리 방단형 적석탑
의성 석탑리 방단형 적석탑(義城 石塔里 方壇形 積石塔)은 대한민국 경상북도 의성군 안평면 석탑리에 있는 고려시대의 적석탑이다.
1997년 12월 19일 경상북도의 유형문화재 제301호로 지정되었다.

## 개요
불규칙한 모양의 자연석을 쌓아 만든 고려시대의 석탑이다. 탑에 대한 기록은 물론 주변에 관한 기록도 전하지 않는다.
탑은 건물터 만큼 넓게 낮은 단을 마련하여 그 위에 계단모양의 층단을 만들었다. 1, 2단에 걸쳐 네 면에 목탑에서처럼 감실(龕室)을 파서 불상을 모셔두었다. 현재 윗부분이 무너져 원래 몇층이었는지 알 수 없고, 기단과 탑신의 구분도 애매한 독특한 형식의 탑이다.

## 갤러리

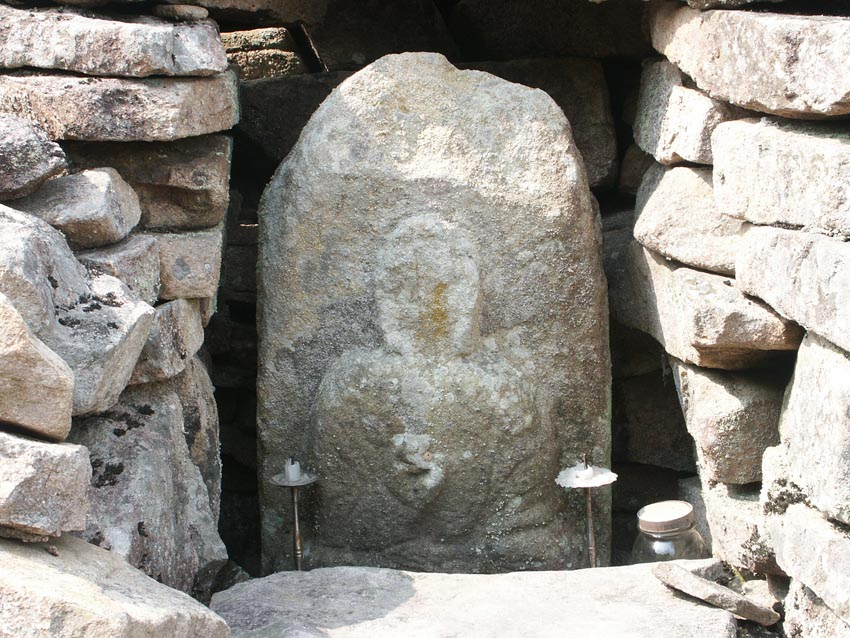
세부
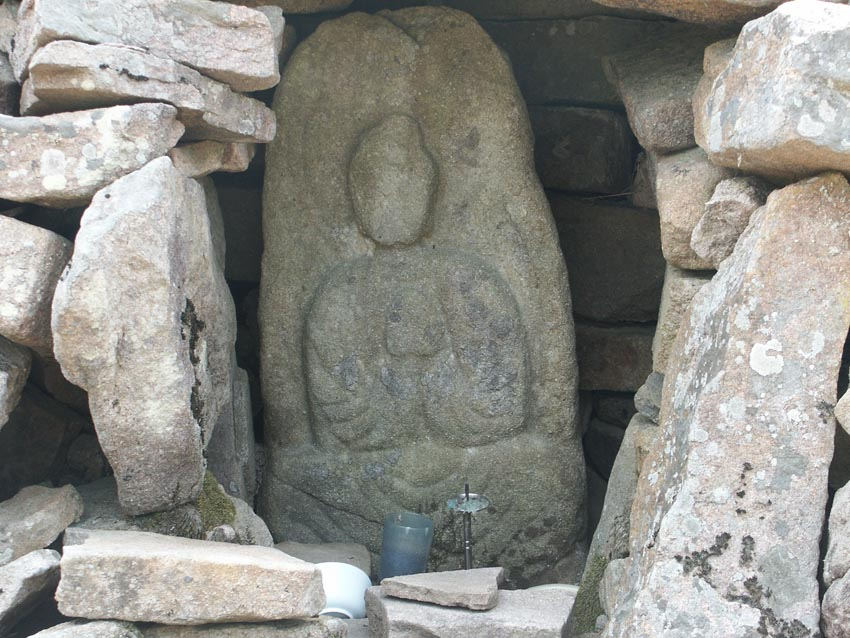
세부
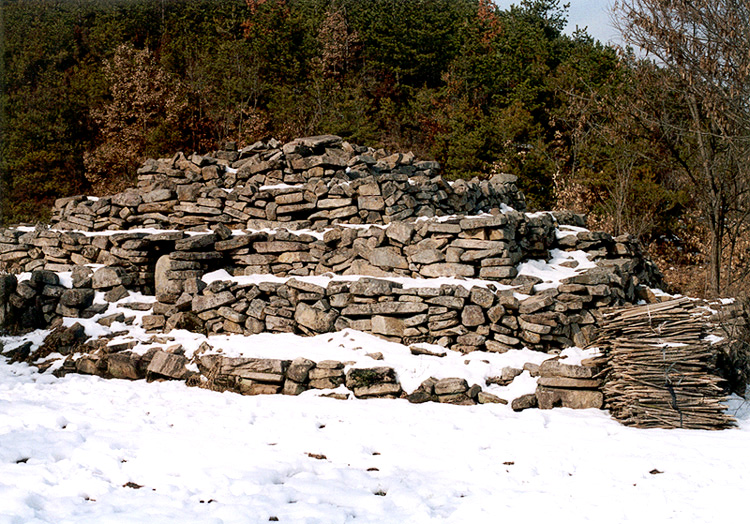
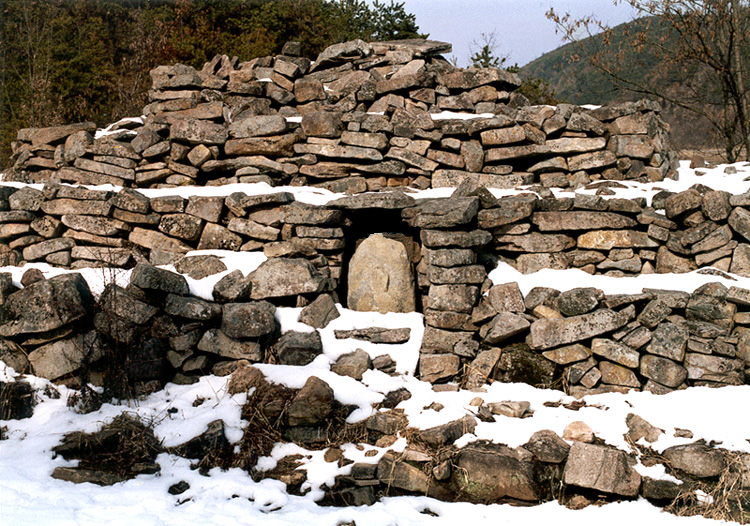

## 참고 자료
- 의성석탑리방단형적석탑 - 국가유산청 국가유산포털